# Gilson Vargas
Gilson Padilha de Vargas, ou apenas Gilson Vargas (Passo Fundo, 3 de março de 1971), é um cineasta brasileiro.

## Biografia
Vivendo entre Garopaba e Porto Alegre e graduado e pós graduado em Comunicação pela PUCRS, aos 22 anos montou uma pequena produtora de publicidade, a Plongée Produções, pela qual dirigiu dezenas de comerciais de televisão. No final de 1998 abandonou a carreira publicitária para se dedicar ao seu primeiro filme, o média-metragem "Até", vencedor de Melhor Filme Gaúcho no Festival de Cinema de Gramado. Desde então, dirigiu diversos curtas, especiais e séries de TV e prepara o terceiro longa-metragem.
Em 2004, criou, com seus colegas de geração Gustavo Spolidoro, Fabiano de Souza e Milton do Prado, a produtora Clube Silêncio, pela qual realizou vários de seus curtas e produções para TV, até o segundo semestre de 2009, quando a empresa foi dissolvida.
Desde 2004, é professor do Curso de Realização Audiovisual da Unisinos, onde ministra disciplinas de roteiro e direção. Também ministra aulas na Escola Fluxo de Fotografia Expandida, em Porto Alegre e no PPG de Cinema da Unochapecó, em Santa Catarina.
Enquanto sócio da Clube Silêncio, Gilson Vargas foi produtor associado dos longas "Ainda Orangotangos" (2007) e "A Última Estrada da Praia" (2010). Foi também produtor executivo dos curtas "Velinhas" (1998), "Interior" (1999), "Becos" (2003), "Messalina" (2004), "A Domicílio" (2006) e "Hóspedes" (2009).
Em julho de 2010, sua série "Longe de casa" foi exibida em 115 países pela Globo Internacional.
Em 2007 fez sua estréia como diretor teatral no espetáculo "Crucial dois um", texto de Paulo Scott e em 2010 dirigiu  "9 mentiras sobre a verdade", texto de Diones Camargo, apresentado no Porto Alegre em Cena de 2011.
Em dezembro de 2011, seu projeto de longa-metragem "Dromedário do asfalto" recebeu do governo do Estado do Rio Grande do Sul um prêmio de finalização de R$ 150 mil reais e o prêmio Fumproarte da Prefeitura Municipal de Porto Alegre (RS), no valor de R$ 60 mil reais, viabilizando que o filme, rodado entre 2009 e 2010, fosse lançado em 2014.
Seu curta "Casa afogada" ganhou quatro prêmios no Festival de Gramado de 2012, inclusive o de Melhor Direção.
Entre 2019 e 2020 realiza a série de documentários Travessias, com filmagens subindo de barco o Rio Amazonas no Brasil; cruzando em uma campervan os Andes e Patagônia na Argentina e no Chile; percorrendo a linha transmanchuriana do complexo transiberiano de Moscou a Pequim (Rússia, Mongólia e China); cruzando de norte a sul o Japão por trem; atravessando os Estados Unidos, de costa a costa, em um carro; percorrendo a Tanzânia e Zanzibar em direção ao Quênia por terra, água e ar e cruzando as ilhas norte e sul da Nova Zelândia em um pequeno motorhome. A série consiste em travessias por diversos meios de transporte a fim de mostrar naturezas, cidades e pessoas, questionando os impactos da vida contemporânea e da globalização no agir e no pensar em diferentes culturas. A série irá ao ar pela Travel Box Brazil.
Em 2020 lança o longa A Colmeia (Bad Honey), que teve estréia mundial no Tallinn Black Nights Film Festival - PÖFF, na Estônia, em outubro de 2019, dentro do programa Rebels With a Cause.
É sócio da produtora Pata Negra, sediada em Porto Alegre, no Rio Grande do Sul, Brasil, desde 2010 e sócio da Cia Teatro Líquido, com sede em São Paulo, Brasil.

## Filmografia (como diretor e roteirista)[8]
- 2021: Travessias (longa, versão)
- 2020: Travessias (série de 26 episódios, Travel Box Brazil)
- 2019: A Colmeia (longa)
- 2014: Dromedário no asfalto (longa)
- 2014: O Relâmpago e a febre (curta)
- 2011: "Casa afogada" (curta)
- 2010: "Longe de casa" (série de 5 episódios, RBS TV)
- 2008: "Dois coveiros" (curta)
- 2006: "Porto Alegre de Quintana" (especial, RBS TV), baseado em textos de Mário Quintana
- 2005: "Noite" (especial, RBS TV), baseado no romance de Érico Veríssimo
- 2002: "Vaga-lume" (curta)
- 2002: "À Sombra do outro" (curta)
- 2000: "Quem?" (curta)
- 1999: "Até" (média-metragem)
- 1999: "José" (curta em super-8)